# Helvetesträsket
Helvetesträsket är en sjö i Finland. Den ligger i Dragsfjärd i landskapet Egentliga Finland, i den södra delen av landet, 140 km väster om huvudstaden Helsingfors. Helvetesträsket ligger 3,8 meter över havet och är omkring 1 ha. I omgivningarna runt Helvetesträsket växer i huvudsak blandskog.